# Торі Енн Фретц
Торі Енн Фретц (англ. Tory Ann Fretz; нар. 8 серпня 1942) — колишня американська тенісистка.
Найвищим досягненням на турнірах Великого шолома було 4 коло в одиночному розряді.

## Фінали турнірів Великого шолома

### Мікст (1 поразка)
| Результат | Рік  | Турнір                           | Покриття | Партнерка    | Суперниці                   | Рахунок  |
| --------- | ---- | -------------------------------- | -------- | ------------ | --------------------------- | -------- |
| Поразка   | 1968 | Відкритий чемпіонат США з тенісу | Трава    | Джеррі Перрі | Мері-Енн Ейсел Пітер Кертіс | 4–6, 5–7 |